# Joost Juffermans
Joost Juffermans (Stompwijk, 17 december 1975) is een Nederlands langebaanschaatser en marathonschaatser. Tot seizoen 2009-2010 reed Juffermans voor de Team TNT Express-ploeg waar hij zes jaar voor reed. Hij had op dat moment drie marathonzeges achter zijn naam staan. Het seizoen hierop reed hij voor de Groenehartsport.nl, thans De Uithof, onder leiding van Gé Wijnands.
Af en toe maakt Juffermans een overstap naar het langebaanschaatsen. Zo werd hij bij het NK afstanden 2011 17e op de 5000m. Een jaar later wist hij zich wederom op deze afstand te plaatsen voor het NK Afstanden door op 23 oktober 2011 de eerste Holland Cup in Enschede te winnen in een nieuw pr en baanrecord.
In februari 2012 maakte Juffermans bekend te stoppen met de schaatssport mede door het werk van de rietdekkerij, het vaderschap en het overnemen van de boerderij van zijn ouders uit 1610. Joost is de vijfde generatie Juffermans die er gaat wonen.

## Persoonlijke records
| Afstand    | Tijd    | Datum            | Baan       |
| ---------- | ------- | ---------------- | ---------- |
| 500 meter  | 39,64   | 22 oktober 2006  | Erfurt     |
| 1000 meter | 1.21,69 | 17 maart 2001    | Den Haag   |
| 1500 meter | 1.55,51 | 22 oktober 2006  | Erfurt     |
| 3000 meter | 3.57,43 | 19 december 2005 | Heerenveen |
| 5000 meter | 6.29,95 | 23 oktober 2011  | Enschede   |

## Resultaten
| jaar | NK Afstanden |
| ---- | ------------ |
| 2011 | 17e 5000m    |

## Trivia
Juffermans heeft zijn eigen rietdekkersbedrijf.